# Conservation de titres
L'activité de tenue de compte, conservation de titres, consiste à inscrire dans un compte-titres les titres financiers au nom de leur titulaire, c'est-à-dire à reconnaître au titulaire ses droits sur lesdits titres financiers. 
Aujourd'hui, la plupart des pays ont dématérialisé les titres financiers. Ainsi, les « titres physiques » ont été remplacés par des écritures dans des comptes-titres gérés électroniquement. L'inscription de titres dans un compte-titres matérialise juridiquement le fait que l’investisseur titulaire du compte est propriétaire de ces titres. Une société voulant réaliser cette activité doit être habilité par l’Autorité de contrôle prudentiel et de résolution (ACPR) .
La société conservatrice de titres, plus communément appelé Banque dépositaire est un garde fou car elle est garante de la réalité des actifs, de l'égalité de traitement des porteurs de parts et de la conformité de la gestion. Les dépositaires ont vu leur rôle et leurs responsabilités considérablement accrus à la suite des scandales des faillites de Lehman Brothers et du pseudo financier Bernard Madoff.
Enfin la banque dépositaire conservatrice de titre est le rouage finale du processus post-marché.